# Großsteingräber bei Apensen
Die Großsteingräber bei Apensen waren drei megalithische Grabanlagen der jungsteinzeitlichen Trichterbecherkultur bei Apensen im niedersächsischen Landkreis Stade. Sie wurden im 19. Jahrhundert zerstört.

## Lage
Die drei Gräber lagen nahe beieinander. Eines lag auf dem Stimmberg bei Apensen.

## Beschreibung
Die Gräber waren einander recht ähnlich und besaßen alle eine ovale Hügelschüttung, die wahrscheinlich jeweils eine dreijochige Grabkammer umschloss. Das Grab auf dem Stimmberg wurde zunächst durch den Grafen Richelmann angekauft, um es zu bewahren. Seine Erben verkauften es jedoch an einen Maurer, der die Steine zerkleinerte. Die beiden anderen Gräber waren bereits 1838/39 zerstört worden. In den 1890er Jahren waren nur noch die Hügelschüttungen sowie auf einem Grab ein einzelner Stein mit einer Länge von 2 m, einer Breite von 1,16 m und einer Dicke von 0,6 m erhalten.